# Norregöl (Tvings socken, Blekinge)
Norregöl är en sjö i Karlskrona kommun i Blekinge och ingår i Nättrabyåns huvudavrinningsområde.